# Ленинский округ (Ленинск-Кузнецкий район)
Ленинский округ — административная единица в РСФСР на территории Кузбасса, Западная Сибирь.
В XVII-XVIII вв. земли нынешнего района были южным форпостом сети томских казацких крепостей, формируемой на месте прежней Белой орды вновь формируемых сибирских владений русской короны. С 1802 года, при образовании Томской губернии, здесь формируется её Кузнецкий уезд, который просуществовал до 1924 года. В период административной реформы 1924-1930 по ликвидации прежних губерний, уездов и волостей реорганизацией в новые края, области и районы, в 1924 году посредством слияния Кузнецкого и Щегловского уездов Томской губернии в её составе был образован сначала Кузнецкий округ, который был вскоре переименован в Ленинский округ. Административный центр округа — город Ленино (ныне Ленинск-Кузнецкий).
Новый административный округ последовательно находился в составе Томской губернии (до мая 1925 включительно), Сибирского края (с 1925), Западно-Сибирского края (с 1930), Новосибирской области (1937—1939). В 1939 округ реорганизован во вновь созданный Ленинск-Кузнецкий район с центром в городе Ленинск-Кузнецкий.
С 1943 года район находится в составе Кемеровской области.